# Boldy James
James Clay Jones III (9 de agosto de 1982), mais conhecido pelo seu nome artístico Boldy James, é um rapper americano de Detroit, Michigan. Integrante do coletivo Griselda, seu álbum de estreia, My 1st Chemistry Set, foi lançado em 15 de outubro de 2013.

## Vida pregressa
Boldy James nasceu em 9 de agosto de 1982, em Atlanta, Geórgia, filho de James Clay Jones Jr. e Toni K. Broadus. Em 1983, Jones e Broadus voltaram para sua casa original de Detroit, Michigan com seu filho depois que Jones foi ferido no cumprimento do dever servindo como policial. Eles residiam no Eastside de Detroit com a avó de James. Em 1989, os pais de James se separaram e sua mãe enviou ele e sua irmã mais nova para morar com o pai no lado oeste de Detroit, no Stahelin Hell Block, perto da McNichols Road e da Southfield Freeway. O amor de James pela música revisitou aos 12 anos, quando ele se apresentou em um show de talentos do ensino médio e começou a escrever seus primeiros raps logo depois. Ele frequentou o ensino médio em Detroit Cooley e desistiu após a nona série. Ele recebeu o nome de Boldy James de seu amigo de seu quarteirão, James Osely III, que as pessoas do bairro chamavam Boldy. Boldy disse que “ele não fazia rap, ele só vendia cocaína. Gostei do nome porque o nome dele era James também”. Quando seu amigo foi assassinado, ele decidiu continuar com o nome, usando-o para fazer rap.

## Biografia
Em 2009, a primeira grande chance de Boldy James no cenário nacional veio na forma de duas participações no The Cool Kids e na mixtape de Don Cannon Merry Christmas, nas músicas “BBQ Wings” e “Tires”. Isso foi seguido por seu registro “Gettin Flicked” aparecendo na mixtape Tacklebox de 2010 do The Cool Kids. Também em 2010, ele foi destaque no remix da música “Fat Raps” de Chip tha Ripper ao lado de Big Sean, Asher Roth, Dom Kennedy e Chuck Inglish. Boldy James e o membro/produtor do Cool Kid Chuck Inglish são primos. Em 24 de maio de 2011, Boldy James lançou sua mixtape solo Trappers Alley Pros and Cons. O projeto foi nomeado pela Pitchfork como um dos projetos mais negligenciados de 2011. Em 27 de fevereiro de 2012, ele lançou sua mixtape de acompanhamento, Consignment. Em 5 de março de 2013, ele lançou um EP intitulado Grand Quarters. Em 15 de outubro de 2013, ele lançou seu álbum de estreia, My 1st Chemistry Set inteiramente produzido por The Alchemist. Em 22 de maio de 2014, foi anunciado que Boldy James, Bishop Nehru e Fashawn foram os primeiros signatários do Mass Appeal Records de Nas.